# 品川イーストワンタワー
品川イーストワンタワー（しながわイーストワンタワー）は、大東建託によって東京都港区港南二丁目の再開発エリア「品川グランドコモンズ」に建設されたインテリジェントビルである。地下3階・地上32階建てで、2003年（平成15年）3月31日に竣工した。

## 概要
地下1階・地上2階には、飲食・物販など14店舗が営業し、3階は英会話教室・クリニックモールなど、サービス主体のフロアとなっている。
24階までがオフィススペースとして利用され、25階がトラス階となっている。25階より柱スパンが変わり、26階から32階はANA・インターコンチネンタルホテルズグループの高級シティホテル「ストリングスホテル東京インターコンチネンタル」となっている。21階にある貸会議室は、交通利便性のよさと行き届いたサービスから、連日の高稼働率を誇っている。
また、毎月第2日曜日には、2階のエントランスホールでジャズを中心とした定期コンサートを行っており、その前日の夜にはビッグバンドナイトと称してビッグバンドの演奏を行う等、定期的に入場無料の音楽イベントを開催している。
この他、無機質なビルのイメージを一新するような館内装飾を季節毎に行っている。

## テナント
- 大東建託本社